# Rochlitz
Rochlitz (phát âm tiếng Đức: [ˈʁɔxlɪts]) là một thị xã thuộc huyện Mittelsachsen, trong bang tự do Sachsen, nước Đức. Đô thị Rochlitz có diện tích 23,71 km², dân số thời điểm ngày 31 tháng 12 năm 2005 là 6616 người. Rochlitz nằm bên sông Zwickauer Mulde, 26 km về phía tây bắc của Chemnitz.
Trong đệ nhị thế chiến, một phân trại của trại tập trung Flossenburg nằm ở thị xã này.

## Kết nghĩa
Rochlitz kết nghĩa với:
- Sokółka, Ba Lan
- Nettetal, Đức